# Dane Doet 't
Dane Doet 't was een radioprogramma op de Nederlandse zender Radio 538 dat werd gepresenteerd door Frank Dane. Het programma werd uitgezonden op maandag t/m vrijdag tussen 12.00 en 14.00 uur. Voorheen werd op dit tijdstip door Tim Klijn met zijn programma gepresenteerd.
Voorheen werd dit programma op een ander tijdslot uitgezonden. Van 3 september 2012 tot en met 2 januari 2014 werd dit programma op maandag tot en met donderdag tussen 19.00 en 21.00 uur uitgezonden. Er kwam een nieuwe programmering vanwege een verjonging op Radio 538. Sinds 6 januari 2014 werd dit programma uitgezonden op de huidige tijdslot.
Van 4 mei tot en met 14 augustus 2015 nam Dennis Ruyer tijdelijk het programma over van Frank Dane. Frank Dane maakte op maandag tot en met donderdag tussen 16.00 en 19.00 uur zijn radioprogramma met De Frank en Middag Show. Hij maakte zijn programma totdat Coen Swijnenberg en Sander Lantinga naar Radio 538 komen. Dat was gebeurd op 17 augustus 2015. Van 17 tot en met 28 augustus 2015 nam Barry Paf het programma nog over van Frank Dane. Dane keerde pas terug op 31 augustus 2015. Sindsdien is Dennis Ruyer de vaste vervanger van Frank Dane wanneer hij Evers Staat Op of De Coen en Sander Show moet vervangen en wanneer hij zelf afwezig is.
Sinds 2 januari 2017 werd de programmanaam Dane Doet 't hernoemd naar Frank Dane.